# Progressive segmented frame
Progressive segmented frame (PsF, sF, SF) désigne une méthode d'acquisition, de stockage, d'édition et de distribution de contenus progressifs en utilisant du matériel et des formats adaptés aux contenus entrelacés.

## Principe
Dans une vidéo entrelacée, les lignes de l'image sont séparées en deux trames : une trame constituée des lignes paires, l'autre constituée des lignes impaires. Les deux trames sont enregistrées et affichées l'une à la suite de l'autre, la fréquence de rafraîchissement de l'écran est donc le double de la cadence d'image. En revanche, les images progressives ne sont pas divisées en deux trames — chaque image est une trame — et sont affichées en une seule fois.
Le PsF consiste à « segmenter » — de manière artificielle — une image progressive en deux trames de façon à pouvoir la traiter comme une image entrelacée. Pour cela, il est nécessaire que les cadences d'image correspondent, ou que la cadence des images progressives soit la moitié de la fréquence de rafraîchissement du système entrelacé.
Pour un système d'affichage entrelacé, il n'y a aucune différence entre une vidéo entrelacée et une vidéo en PsF. En revanche, un système d'affichage progressif doit, pour afficher la vidéo de manière optimale, détecter la nature de la vidéo et l'afficher par un simple désentrelacement.

## Utilisation
La méthode PsF est très utilisée en Europe pour la diffusion de films à la télévision : le film (tourné à 24 images par seconde) est accéléré à 25 images par seconde puis transformé en PsF pour être diffusé en 576i50 (définition standard) ou en 1080i50 (haute définition).
C'est également la solution privilégiée pour stocker les vidéos tournées en 1080p25 (essentiellement les fictions télévisuelles européennes) sur disque Blu-ray.

## Référence
- (en) Cet article est partiellement ou en totalité issu de l’article de Wikipédia en anglais intitulé « Progressive segmented frame » (voir la liste des auteurs).